# Batueta voluta
Batueta voluta är en spindelart som beskrevs av George Hazelwood Locket 1982. Batueta voluta ingår i släktet Batueta och familjen täckvävarspindlar. Inga underarter finns listade.